# 屏東縣公共圖書館列表
屏東縣公共圖書館列表，屏東縣的公共圖書館，隸屬屏東縣政府。

## 屏東縣圖書館列表
本條目列出的是屏東縣的圖書館列表:
- 屏東縣立圖書館總館
- 屏東市立圖書館
- 屏東縣萬丹鄉立圖書館
- 屏東縣長治鄉立圖書館
- 屏東縣麟洛鄉立圖書館
- 屏東縣九如鄉立圖書館
- 屏東縣里港鄉立圖書館
- 屏東縣鹽埔鄉立圖書館
- 屏東縣高樹鄉立圖書館
- 屏東縣霧台鄉立圖書館
- 屏東縣三地門鄉立圖書館
- 屏東縣潮州鎮立圖書館
- 屏東縣萬巒鄉立圖書館
- 屏東縣竹田鄉立圖書館
- 屏東縣泰武鄉立圖書館
- 屏東縣內埔鄉立圖書館
- 屏東縣新埤鄉立圖書館
- 屏東縣瑪家鄉立圖書館
- 屏東縣來義鄉立圖書館
- 屏東縣枋寮鄉立圖書館
- 屏東縣枋山鄉立圖書館
- 屏東縣春日鄉立圖書館
- 屏東縣獅子鄉立圖書館
- 屏東縣東港鎮立圖書館
- 屏東縣新園鄉立圖書館
- 屏東縣崁頂鄉立圖書館
- 屏東縣林邊鄉立圖書館
- 屏東縣南州鄉立圖書館
- 屏東縣佳冬鄉立圖書館
- 屏東縣琉球鄉立圖書館
- 屏東縣恆春鎮立圖書館
- 屏東縣車城鄉立圖書館
- 屏東縣滿州鄉立圖書館
- 屏東縣牡丹鄉立圖書館